# 尹銘綬
尹铭绶（1863-？），字佩文，湖南省茶陵县人，清末民国政治人物。为两广总督谭钟麟（谭延闿之父）的孫女婿。

## 生平
清光绪二十年（1894年）甲午恩科殿试第一甲第二名进士（榜眼），授翰林院编修。历任山东学政、礼部侍郎、内阁学士。
尹曾为袁世凯多年的幕僚，最早在戊戌变法期间，当八月初三晚谭嗣同离开袁住的北京法华寺后，袁与尹就是否站在光绪一边还是慈禧有所讨论，最后认为光绪不是慈禧的对手，之后便发生戊戌政变。
袁世凯任中华民国大总统后，邀其入总统府任机要秘书，但1913年因在“善后大借款”意见与袁相左而辞职。之后寓居上海，坚拒袁多次请他再度出山为官之举，而以卖字为生。卒年不详。
尹本身是书法家，擅长行书和楷书，不光留下大量书法作品，而且著有《学规举隅》二卷卷首一卷，至今仍有光绪二十七年（1901年）茶陵尹氏刻本传世。

## 轶闻
关于甲午恩科殿试，传说很多，有说本来尹铭绶可以被钦点为状元的，但因为翁同龢极力想为张謇争取状元，而跟李鸿藻、麟书和志锐有暗盘交易，最后翁看中的张謇成为状元，而张之万看上的尹铭绶便只能屈居榜眼。